# 名古屋市立鶴舞小学校
名古屋市立鶴舞小学校（なごやしりつ つるましょうがっこう）は、愛知県名古屋市昭和区鶴舞一丁目にある公立小学校。
鶴舞中央図書館が立地する鶴舞公園に隣接しており、図書館・公園を活用した教育活動を実施している。また、近くに八幡山古墳がある。

## 校訓
- 仲よく協力できる子
- じょうぶな体をつくる子
- 進んで学習に取り組む子

## 沿革
- 1946年（昭和21年）4月15日 - 名古屋市立鶴舞国民学校として創立。
- 1947年（昭和22年）4月1日 - 名古屋市立鶴舞小学校に改称。

## 歴代校長
- 金田慎也[1]

## 児童数
| 学年 | 1年 | 2年 | 3年 | 4年 | 5年 | 6年 | 特別支援 | 合計 |
| ---- | --- | --- | --- | --- | --- | --- | -------- | ---- |
| 学級 | 2   | 2   | 2   | 1   | 2   | 1   | 1        | 10   |
| 児童 | 39  | 30  | 49  | 34  | 45  | 32  | 1        | 230  |

- 2022年（令和4年）1月時点。

## 活動
- 児童の自己発信力、主体性、他者交流力の向上をねらい、児童が互いに学びあう活動（アクティブラーニング）に取り組んでいる。
- 鶴舞中央図書館司書によるブックトーク（本の紹介、読み聞かせ）の実施
- タブレット端末とプロジェクターを活用したプレゼンテーション実習
- 鶴舞公園の蓮は、鶴舞小学校児童が種から育てたものである。
- 近隣の名古屋工業大学の社会見学（不定期）

## 著名な出身者
- 益川敏英 - 理論物理学者、ノーベル物理学賞受賞（2008年）
- 穂村弘 - 歌人

## 進学先中学校
- 名古屋市立北山中学校

## 交通
- JR東海中央本線・名古屋市営地下鉄鶴舞線 鶴舞駅より徒歩で約10分
- 名古屋市営地下鉄鶴舞線 荒畑駅より徒歩で約10分